# Leopold von Wolkenstein-Trostburg
Hrabě Leopold von Wolkenstein-Trostburg (8. července 1800 Pasov – 30. ledna 1882 Trento) byl rakouský šlechtic z rodu Wolkenstein-Trostburgů a politik z Tyrolska, počátkem 60. let 19. století zemský hejtman Tyrolska.

## Biografie
Pocházel ze starobylého rodu, jenž byl po staletí usazen v Tyrolsku. V roce 1848 se stal prezidentem Tyrolského zemského sněmu a tuto funkci zastával do roku 1852. Roku 1860 ho císař povolal v rámci počínajících politických změn do Rozmnožené Říšské rady. Na jejích poradách se ale neúčastnil. Byl tehdy rovněž v listopadu 1860 jmenován za zemského hejtmana Tyrolska. Zůstal jím do března 1861. Pak se stal doživotním členem Panské sněmovny (horní, nevolená komora Říšské rady). V roce 1862 se ale dopisem odmítl účastnit jednání Panské sněmovny o rozpočtu, protože podle něj šlo o věc mimo kompetenci této komory. Následně na členství v Panské sněmovně rezignoval. V seznamu členů Panské sněmovny z roku 1867 ovšem jeho jméno nadále figuruje.
Zemřel v lednu 1882.